# CERA
CERA er en forkortelse for continuous erythropoitin receptor activator, som er betegnelsen for en klasse af medicinske præparater af EPO, der kan bruges i bekæmpelsen af visse sygdomme som blodmangel.
Midlet bruges også som doping, hvor præparatet betegnes som 3. generations EPO. En række cykelryttere er i 2008 blevet afsløret for brug af midlet, som mange ikke troede det var muligt at spore. Under Tour de France 2008 blev blandt andet Riccardo Ricco fældet for brug af CERA, mens Stefan Schumacher og Bernhard Kohl nogle måneder senere ligeledes blev afsløret i brug af præparatet.